# سانتا ماریا ده نیوا
سانتا ماریا ده نیوا (به اسپانیایی: Santa María de Nieva) یک منطقهٔ مسکونی در پرو است که در استان کوندورکانکی واقع شده‌است.